# Echeta semirosea
Echeta semirosea är en fjärilsart som beskrevs av Walker 1865. Echeta semirosea ingår i släktet Echeta och familjen björnspinnare. Inga underarter finns listade i Catalogue of Life.